# Prachovské skály

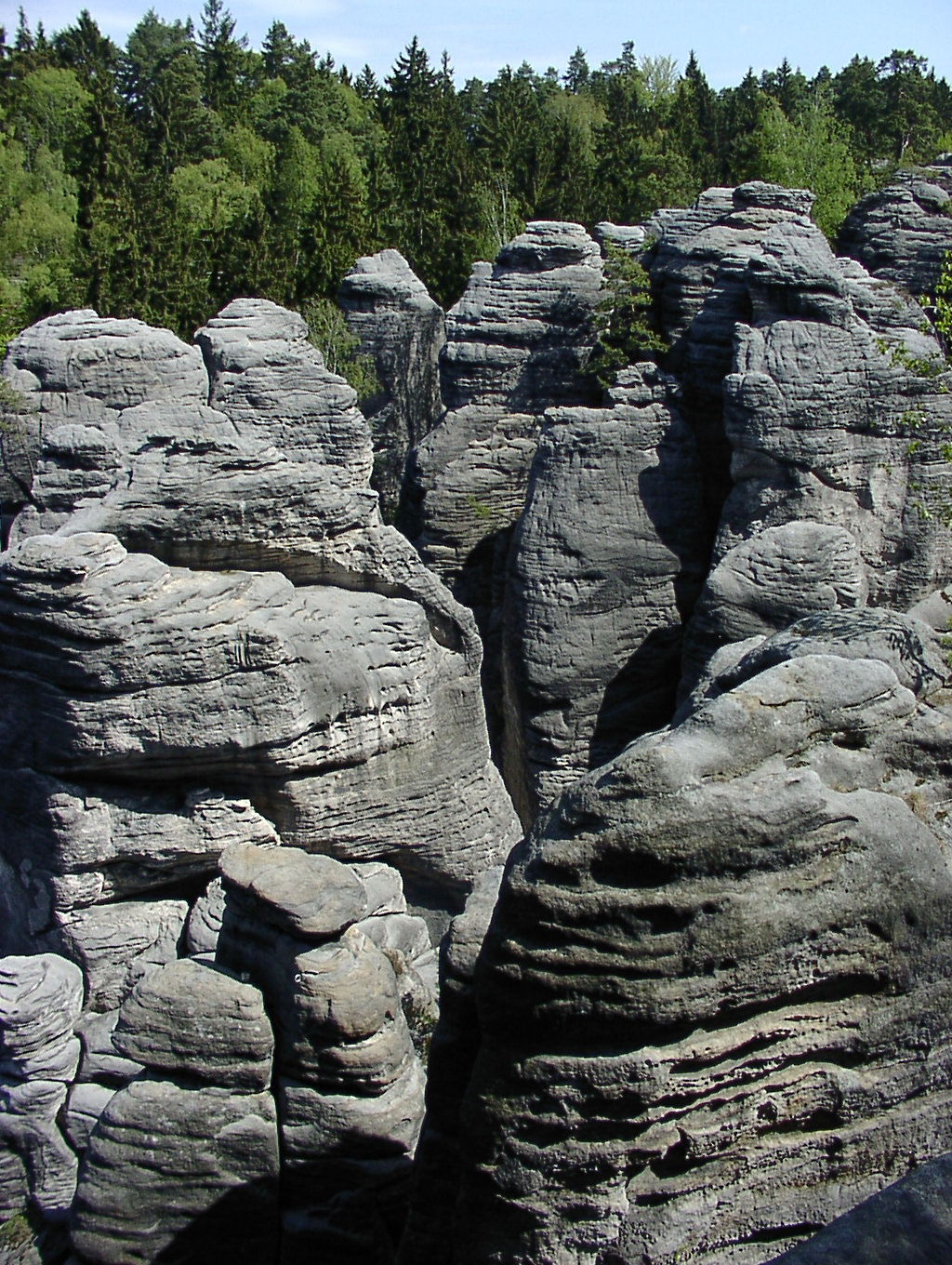

De Prachovské skály (Duits: Prachauer Felsen) is een groep rotsen die liggen in het oosten van het Boheems Paradijs (Český ráj) ten noorden van Jičín. Bereikbaar ten zuiden van de weg Turnov-Jičín en noordelijk van de weg Mladá Boleslav-Jičín.
Het gebied staat onder natuurbescherming en is circa 1 km² groot. Geklommen wordt er sinds 1908. Tegenwoordig is het een toeristische natuurattractie. Er zijn enkele wandelroutes mogelijk. In het hoogseizoen is het druk.
Noordwestelijk ligt de Burcht Pařez. Dichtbij is de rotsformatie Hrubá skála.

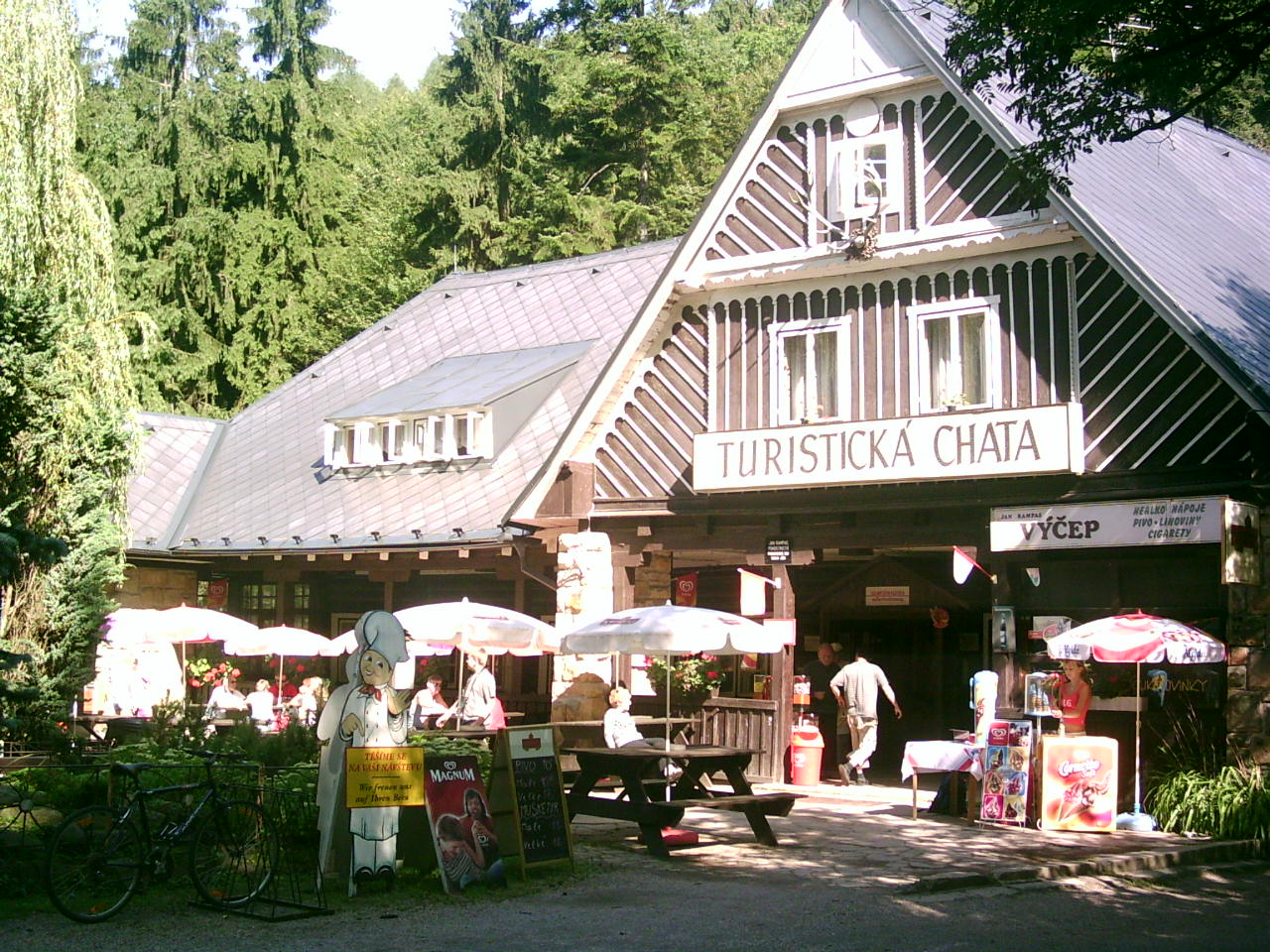
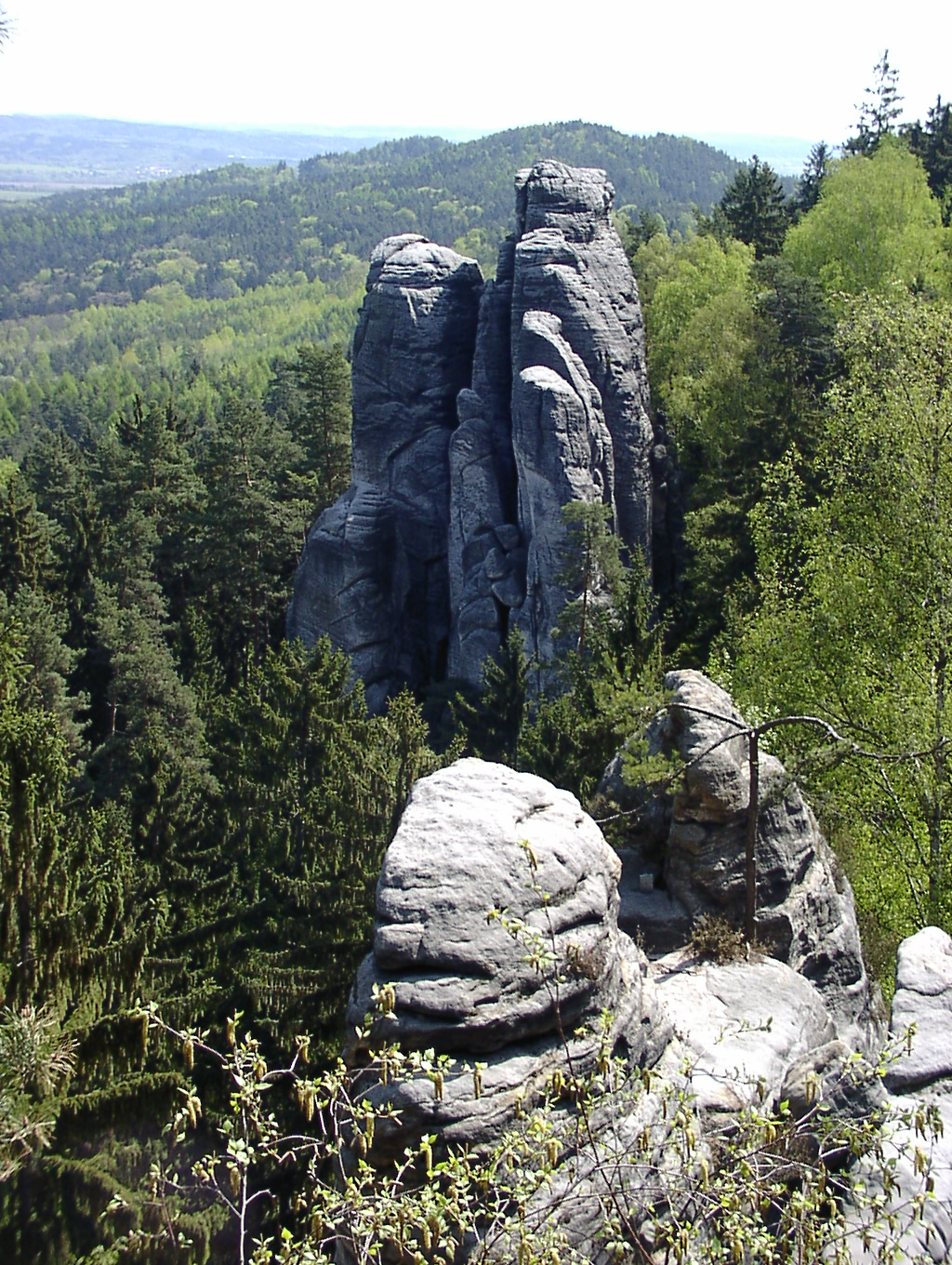

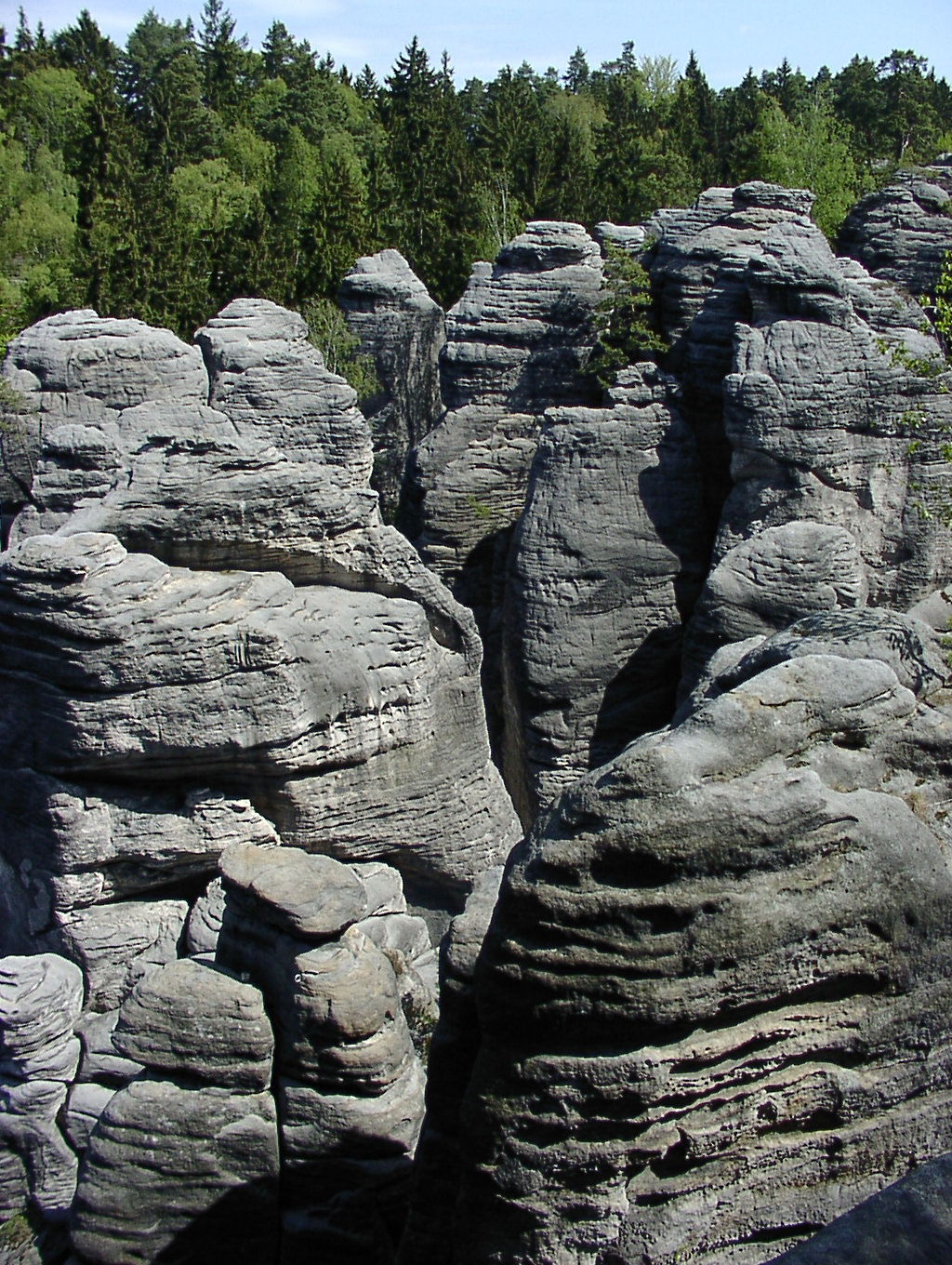
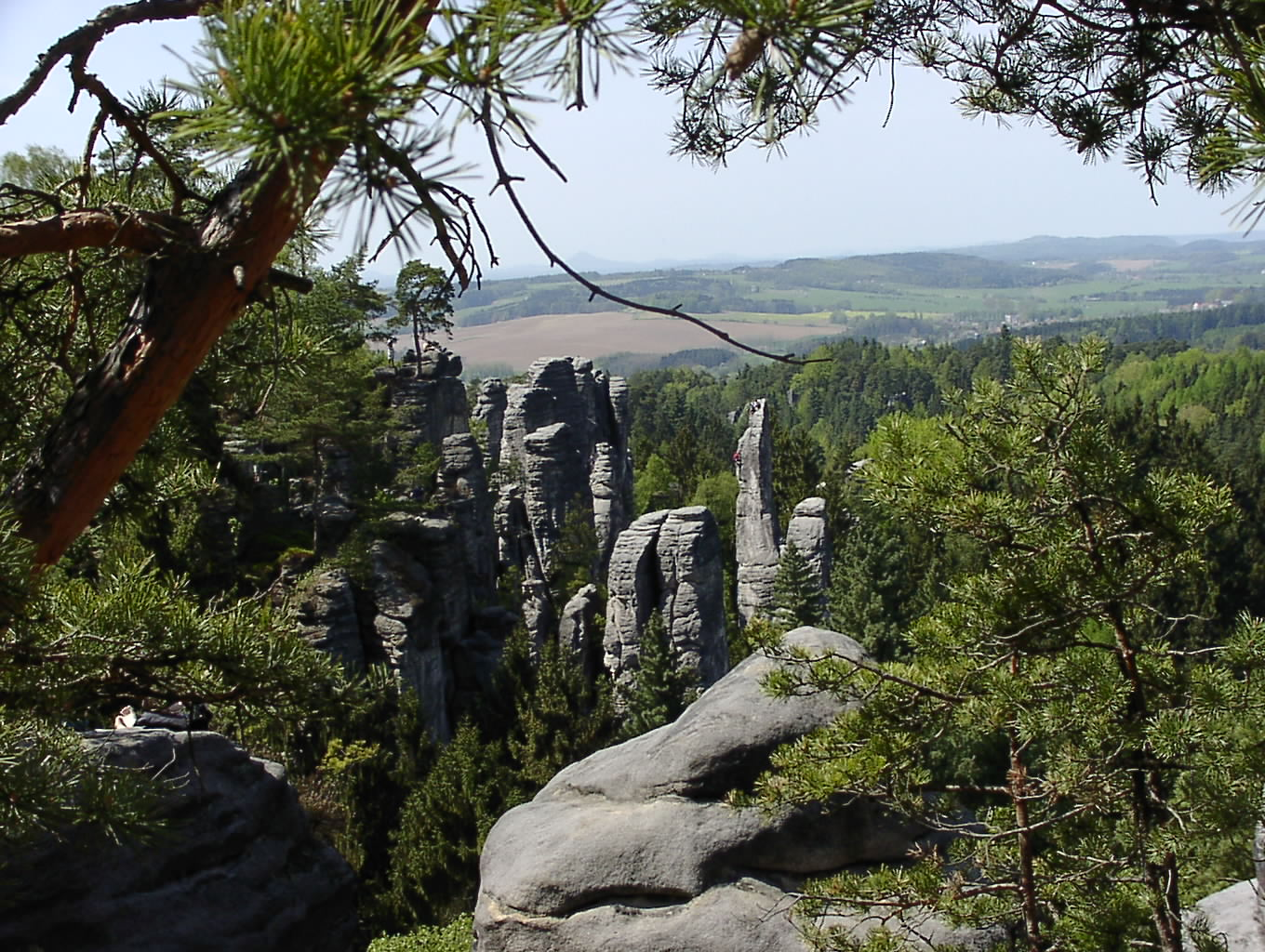